# Cerasa (San Costanzo)
Cerasa (La C'rasa, C'rasa in dialetto gallo-piceno) è una frazione appartenente al comune di San Costanzo, in provincia di Pesaro e Urbino, nella regione Marche.

## Storia
Non vi sono documenti noti che accertano l'origine di Cerasa. La prima documentazione scritta, datata 1156, parla di un antico insediamento denominato Castello di Querciafissa dipendente dall'Abbazia di San Paterniano di Fano.
L'originario castello venne distrutto e le memorie storiche narrano che con le rovine se ne costruì un altro sulla sommità della collina che ancor oggi rappresenta il centro storico del borgo. Ed è proprio dall'antico nome del luogo chiamato "Monte della Ceregia" che risale l'attuale nome di Cerasa.
Il nuovo borgo nel 1279 venne ceduto in feudo a Giovanni da Sant'Andrea di San Lorenzo in Campo. Questo fu uno dei tanti cambi di potere che subì Cerasa, come gli altri borghi della zona, nel corso dei secoli.
Cerasa, sotto il nome di Mons Ceresia, figura in un documento pontificio datato 1283 che riporta l'elenco dei castelli che in quel periodo facevano parte del contado di Fano.
Nel 1346 per volere dell'Abate del monastero di San Paterniano Bernardo Martinozzi, fu edificata l'attuale chiesa parrocchiale dedicata a San Lorenzo Martire come è ricordato dalla bella lapide a caratteri gotici murata nella facciata principale.
Nel 1380, per volere di un altro Martinozzi, pure lui abate di San Paterniano, l'intero castello fu restaurato e fortificato, grazie all'opera solidale e gratuita di tutti i castellani.
Seppur piccolissimo centro osò sfidarsi con la vicina San Costanzo e con la potente e più blasonata Fano malatestiana. Era il 1432, quando Ceregia (così era chiamata Cerasa) disputava per difendere i suoi confini gelosa della sua integrità. Soltanto il provvidenziale intervento di Egidio, Vicario di San Lorenzo in Campo, incaricato dal Governatore della Marca, riuscì a risolvere la questione portando ad una tregua.
Il 28 novembre 1463 Cerasa assieme a tutto il Vicariato di Mondavio ed alla città di Senigallia, passò nelle mani del Duca di Amalfi Antonio Piccolomini, investito dallo zio, Papa Pio II. Perso l'appoggio dello zio morto, il 14 agosto 1464 il Vicariato di Mondavio ritornò nelle mani della Contado di Fano per volontà del neoeletto Paolo II. Il Castello cerasano fu il primo ad obbedire al volere del nuovo Papa, dando così l'impulso a tutti gli altri castelli della zona. Dieci anni dopo la storia si ripeté. Il papa succeduto a Paolo II, Sisto IV, infeudò il nipote Giovanni Della Rovere della Città di Senigallia e del Vicariato di Mondavio: era il 12 ottobre 1474, la nuova situazione rimarrà tale fino al 1520.
Il 26 maggio 1520 Leone X concesse il Vicariato di Mondavio a Fano, segnando l'ultimo passaggio del castello di Cerasa al definitivo potere dei magistrati fanesi nei secoli successivi. I rappresentanti del Castello della Ceregia si recarono a prestare giuramento di fedeltà al Contado il 28 ottobre 1520.
Nell'Ottocento si avvertiva l'esigenza di una via di comunicazione che collegasse i centri posti sullo spartiacque che divide la valle del Metauro a quella del Cesano. Anche Cerasa promosse la formazione di un consorzio di Comuni per permettere la realizzazione di una strada di comunicazione con la rete viaria adriatica. Nel 1852, dopo numerose istanze, fra le quali anche quella dell'allora Sindaco di Cerasa Giovanni Cannoni, la Delegazione Apostolica concesse l'autorizzazione per la realizzazione dell'attuale Strada Provinciale n.16, denominata "Orcianense".

## Cultura

### Scuole
Nella frazione di Cerasa è ubicata una scuola dell'infanzia appartenente all'Istituto Comprensivo Statale Enrico Fermi di Mondolfo

### Eventi
Festa dei luoghi e delle genti: si svolge annualmente durante un week-end del mese di giugno nel caratteristico castello e nelle vie del centro storico del paese. Durante l'evento vengono proposti menu tipici locali all'interno di tipiche osterie, il tutto con animazioni musicali, mercatini e mostre.
Sagra gastronomica: si svolge il 12-13-14 agosto di ogni anno presso la pista polivalente del paese. Negli stand gastronomici vengono proposti piadine farcite, trippa e fagioli il tutto bagnato dal buon vino locale ed animato da orchestre di musica liscio popolare.
ColleMar-athon: Cerasa è uno dei borghi attraversati della ColleMar-athon, che si tiene tutti gli anni la prima domenica di maggio. A Cerasa si trova il passaggio della mezza maratona (21º chilometro) e viene ricordato dai partecipanti per il ristoro a base di fragole.